# 埃德·谢弗

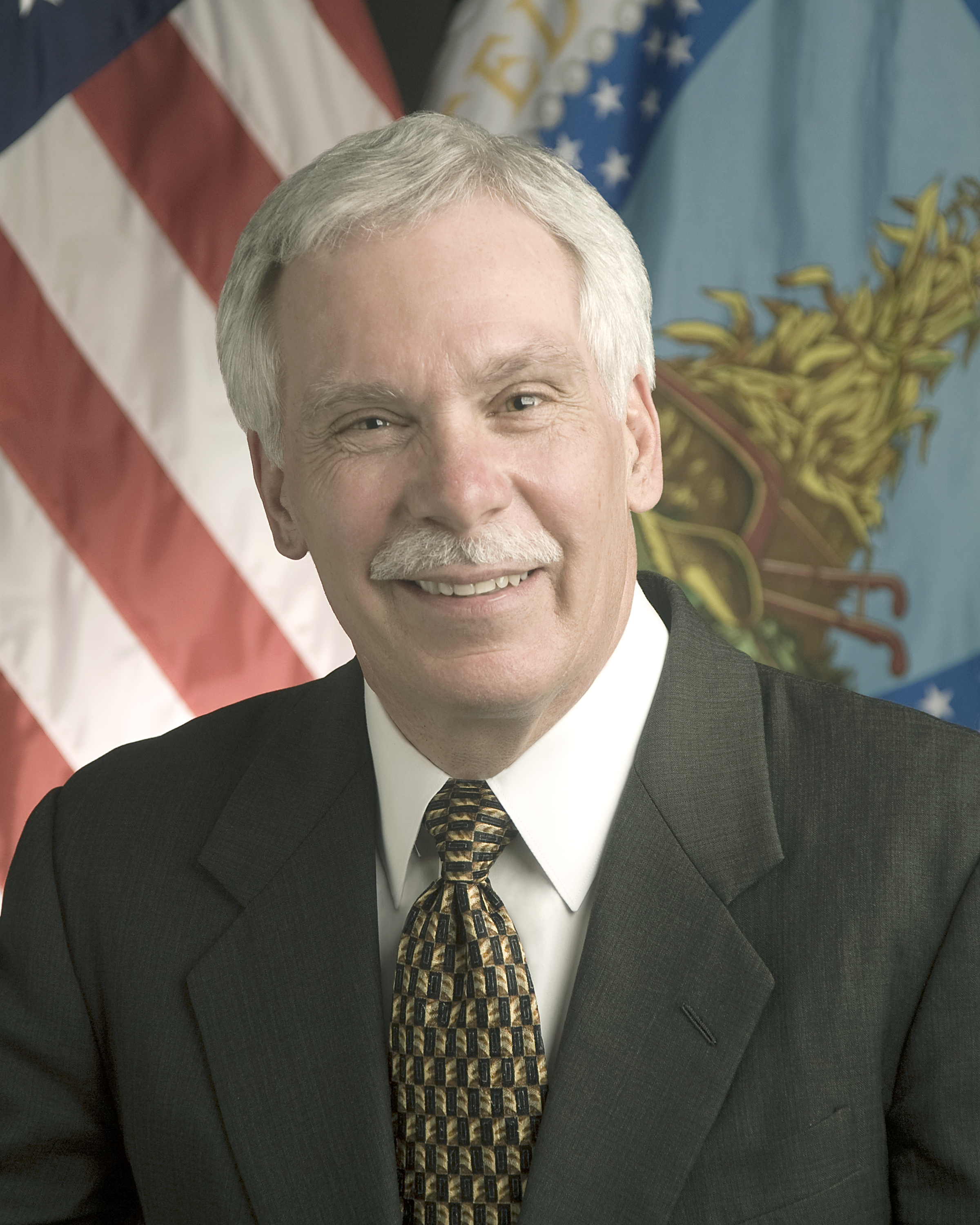
埃德·谢弗

爱德华·托马斯·“埃德”·谢弗（Edward Thomas "Ed" Schafer，1946年8月8日—，北达科他州俾斯麦），美国政治家，美国共和党成员，曾任北达科他州州长（1992年－2000年）、美国农业部长（2008年至2009年）。